# Бурел (Димитровград)
Бурел је област у димитровградској општини, пиротски округ. Област је смештена јужно од Димитровграда (Цариброда), удаљена од града између 5 и 25 км, површине око 300 км.

## Географски положај
Бурел је српско-бугарском границом подељен на два дела. У западном, српском делу Бурела налази се 15 села и засеока. Село Врапча, тачније његов мањи део који је Нејским уговором припао Краљевини Срба, Хрвата и Словенаца, припада области Бурел а остали део села – области Знепоље. Бурелу припада део села Власи (махале Шумје и Воденице), док део села Драговита, тачније махала Пометковци, припада области Дерекул. Део села Горња Држина који се налази на десној обали реке Јерме такође припада области Бурел. Српски део Бурела је са истока омеђен Габарском (Лукавачком) реком и државном границом између Србије и Бугарске, са југа Гребен-планином, са запада реком Јермом, а са севера катастарским границама села Сливница, Прача, Грапа, Планиница и Горња Држина.

## Становништво
Некада густо насељен и богат, Бурел је данас остао без људи и најнеразвијенији је део димитровградске општине. Од неколико хиљада становника Бурела, сада у њему живи мање од сто људи. Многи становници Бурела, који су пописани код последњег пописа 2011. године, не живе у месту где су, због разних погодности, пријављени. Многи лета проводе у бурелским селима, а зимују у градовима где имају стални боравак.
У Бурелу је било стотине стаја – појата за стоку, неколико десетина воденица, десетина млекара и бачија. Сада нема ниједне појате, воденице, млекаре. Стотине хектара њива је обрађивано за исхрану неколико хиљада људи, стотине хектара ливада је кошено за исхрану стоке. Сада се у Бурелу обрађује само десетак њива (углавном у селима Бански Дол и Планиница) јер дивље свиње, птице, јазавци и друге животиње униште летину. Десетине хиљада оваца и коза у друштву хиљаде говеда напасано је на бурелским пашњацима. Сада стотинак оваца, коза и говеда користи само један
веома мали део пашњака, док се већина њих неповратно претвара у трњаке и шуме.

## Грађевине
На стотинак квадратних километара налазе се или су се налазиле бројне сакралне грађевине. Најпознатије су манастир Св. Јован Богослов и манастир Свети Никола. Вредне су помена и Свети Илија у Доњој Невљи, Света Тројица и Света Богородица у Борову, Света Богородица у Горњој Невљи и црква – капела Света Пресвета у Грапи. У Борову се налазе остаци два манастира – Свети Јован Пусти (испод махале Попова долина) и Свети Ћирик (између махала Аљин сьлп и Преине махале), као и остаци две цркве – на местима Крст (код махале Рид) и Петров Крст (поред Турског друма, изнад махале Аљин сьлп). У селу Скрвеница постоје остаци цркве Света Петка; у месту Рибни Дол остаци две безимене цркве; на Црквишту, у Драговити, темељи цркве Света Петка; на месту Пиздица, у махали Шумје, село Власи, темељи цркве; у атару села Поганово, на местима Боботан (Светењак), Црквиште и Преод, темељи цркава. Постоје предања да су сакрални објекти постојали на још десетак места у Бурелу: Костодолак, Асанов присад, Побијен камик, Верзар, Пејчин крст, Мартин и др. У атарима свих бурелских села постоји или је постојало више десетина молитвених места (крстови, оброчишта, свеци), и „светених” или миросаних дрвета о којима ће бити речи кад се буде говорило о појединим селима. У Бурелу се налази више стотина извора пијаће воде од којих су неки на гласу као лековити, или „светени”. За последњих педесетак година пресушило је на десетине извора и бунара.